# Douglas (Wyoming)
 For alternative betydninger, se Douglas. (Se også artikler, som begynder med Douglas)
Douglas er en amerikansk by og administrativt centrum for det amerikanske county Converse County, i staten Wyoming. I 2000 havde byen et indbyggertal på 5.288.

## Ekstern henvisning
- Douglas hjemmeside (engelsk) Arkiveret 23. november 2020 hos  Wayback Machine

42°45′22″N 105°23′04″V / 42.7561°N 105.3844°V